# El Fadrí
El Fadrí est le nom populaire d'un campanile de Castellón de la Plana, et un de ses symboles les plus emblématiques.

## Situation
La tour est une propriété communale, de sorte qu'on peut aussi l'appeler Campanile de la Ville. Elle est caractérisée par le fait qu'elle est séparée de la cathédrale, contrairement à d'autres tours qui sont intégrées dans le même bâtiment ecclésiastique. Elle est située sur la place principale du centre de la ville, à côté de cette église Santa Maria et de la mairie.

## Description
Le bâtiment est de forme octogonale, suivant le type établi par le gothique valencien, à quatre étages qui correspondent à la chambre de l'horloge, à la prison, au logement du sonneur de cloches et à la chambre des cloches (qui possède huit cloches mobiles et trois fixes pour sonner les quarts et les heures). Enfin, il y a une terrasse surmontée d'une gloriette. À l'intérieur de la tour, il y a un étroit escalier en colimaçon qui permet d'accéder à chaque étage. La hauteur de la tour est d'environ 58 mètres.
L'accès à la tour se fait par une porte surmontée d'une niche, flanquée de volutes et d'un fronton triangulaire par-dessus. Sous les écus du Royaume de Valence et des tours de Castellón se trouve une inscription latine qui fait référence à la construction de la tour entre 1591 et 1604.

## Historique
La construction a commencé en 1440. En 1457, maître Saera est intervenu pour la construction du premier étage: c'était probablement le maçon Guillem Saera, maître-maçon de l'Église de Sant Lluc d'Ulldecona et diverses œuvres entreprises par la municipalité de Tortosa au XVe siècle, dont la fontaine monumentale gothique ou l'ange.  Après un long arrêt et plusieurs propositions, à partir de 1593 sont intervenus pour finir la tour, Francesc Galiança de la Llanxa, Guillem del Rei, Pere Crosali, Marc Volsanys, Antoni et Joan Saura et selon les plans qu'avait présenté le Portugais Damián Méndez en 1591.

## Galerie

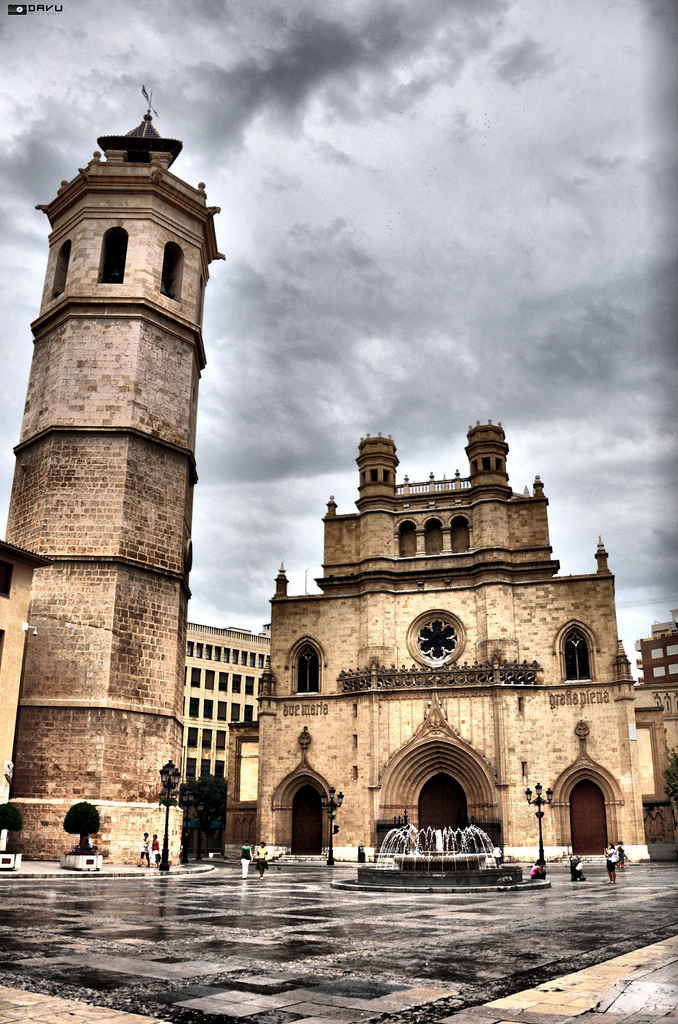
Cathédrale Santa Maria et El Fadrí.
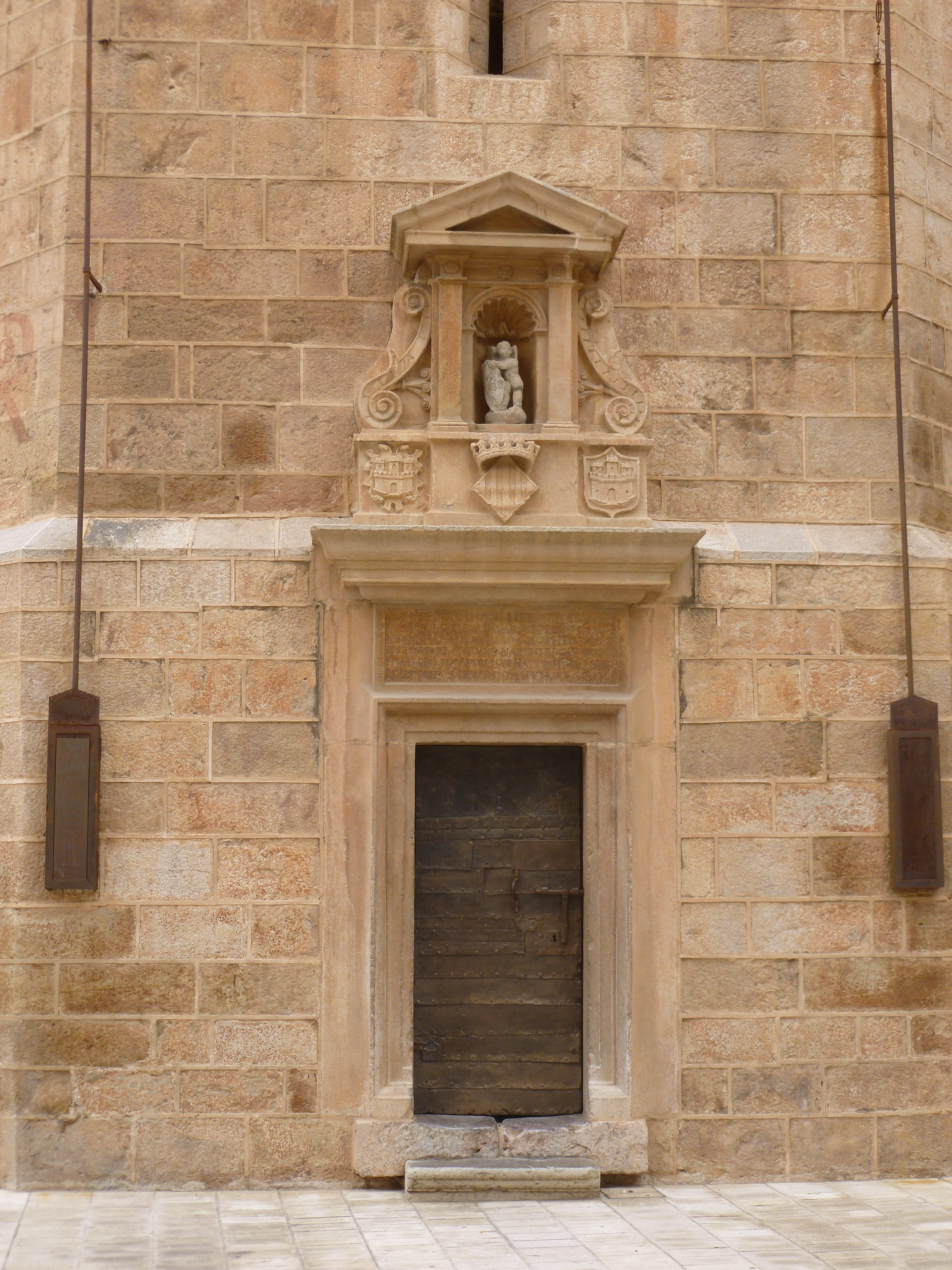
Porte.
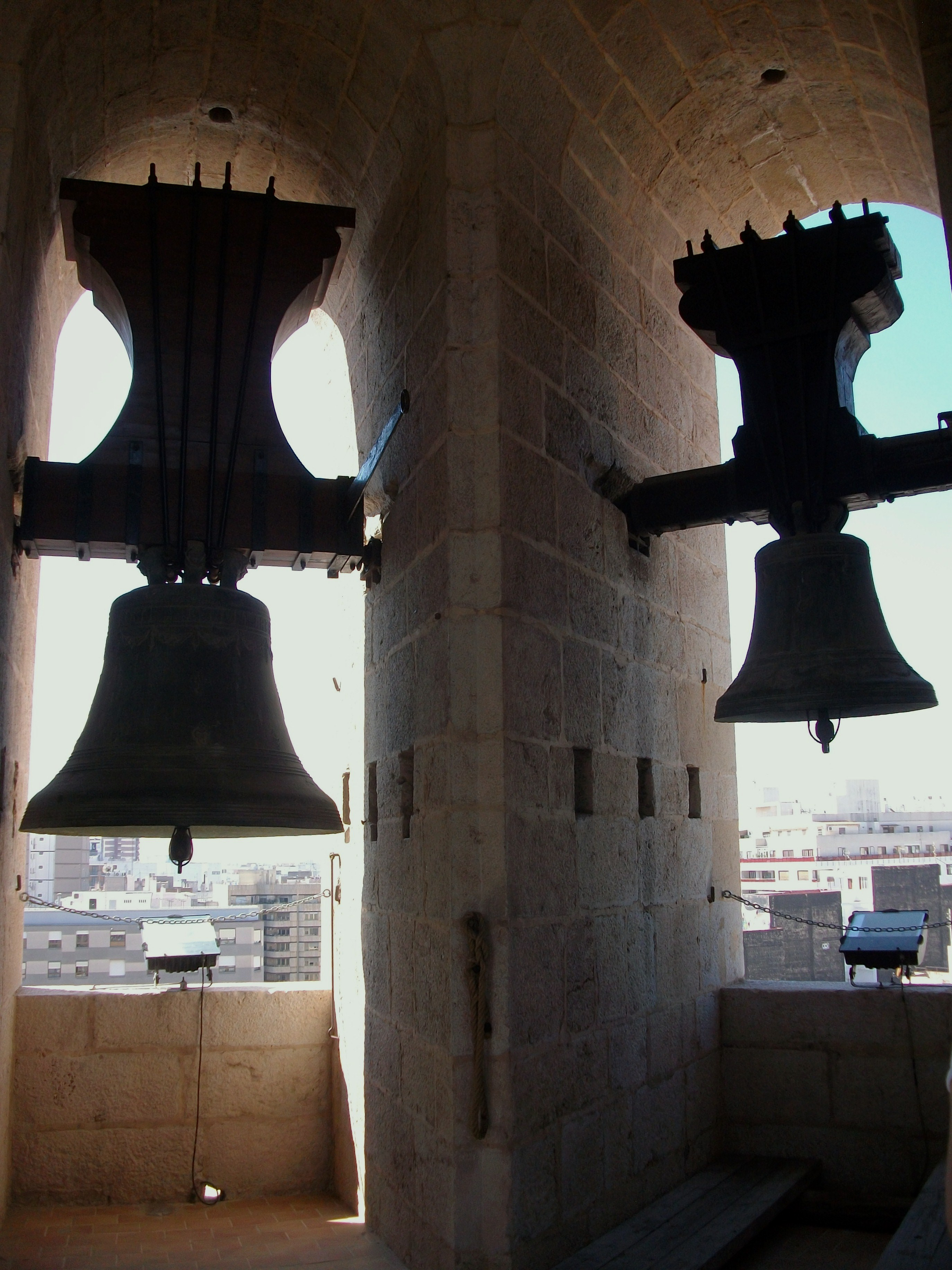
Deux cloches.